# Народный гафиз Таджикской ССР
«Народный гафиз Таджикской ССР» (тадж. Ҳофизи халқии РСС Тоҷикистон) — почётное звание деятелей искусств, учрежденное Президиумом Верховного Совета Таджикской ССР 5 декабря 1947 года. Звание присвоено известным певцам республики, оказавшим ценные заслуги. В 1989 году это звание было упразднено Указом Президиума Верховного Совета Таджикской ССР.

## Народные гафизы Таджикской ССР
- 1947: Маруфхуджа Бахадуров, Маджид Гамидов.
- 1952: Бобокул Файзуллоев, Фазлиддин Шахобов, Шариф Джураев.
- 1955: Ахмадулло Абдуллоев, Мирзобобо Ахмедов, Абдулло Назриев, Халил Одинаев.
- 1956: Джурабой Бобоев, Орунбой Додобаев, Файз Джорубов.
- 1960: Саймуддин Бурхонов, Сайдали Вализода, Ибрагим Кобулиев, Ибрагимджон Норматов, Анвар Голомов, Хашим Касимов, Наврузшо Гурбангусейнов.
- 1961: Наджмиддин Рагимов.
- 1963: Садулло Азизбаев, Пирмат Бойматов, Аврод Бурханов, Зульфикор Исмаилов, Хусейн Насриддинов, Пир Садиров, Одина Хошимов, Мирали Шодиев.
- 1964: Хикмат Ризоев, Махмадьяр Худжамёров.
- 1965: Кулмамад Эльназаров, Мохджон Назардодова, Нусайри Одинаев.
- 1969: Нумонжан Тоштемиров.
- 1970: Мамадякуб Мамадюсуфов, Фозил Одилов.
- 1977: Нигина Рауфова
- 1978: Дустмурад Алиев, Ризвоншах Ихмолшоев, Давлатжон Мукимов, Баёнкул Облокулов, Файзали Гасанов.
- 1983: Наим Махкамов, Шумкор Одинабеков
- 1986: Султанмахмуд Абдумамадов.